# Cupressopathes abies
Cupressopathes abies is een Antipathariasoort uit de familie Myriopathidae. De wetenschappelijke naam is gepubliceerd in 1758 door Linnaeus in de tiende editie van Systema naturae. 